# 対偶 (論理学)
対偶（たいぐう、英: Contraposition）とは、「AならばB」という形式の命題に対して、その命題の仮定と結論をそれぞれその否定に置き換えた上で両者を入れ替えた命題のことをいう。

## 定義
命題「AならばB」の対偶は「BでないならばAでない」である。
論理記号として「ならば ({\displaystyle \Rightarrow })」および否定 ({\displaystyle \neg }) を用いると、命題 {\displaystyle A\Rightarrow B} の対偶は {\displaystyle \neg B\Rightarrow \neg A} である。
なお、{\displaystyle \neg B\Rightarrow \neg A} の対偶は厳密には {\displaystyle A\Rightarrow B} ではなく、{\displaystyle \neg \neg A\Rightarrow \neg \neg B} である。
通常の数学では古典論理を用いるため、命題「AならばB」とその対偶「BでないならばAでない」の真偽および証明可能性は必ず一致する (すなわち真理値が等しい）。
数学では、元の命題「AならばB」の証明が難しくても、その対偶「BでないならばAでない」の証明は比較的易しい場合がある。両者の証明可能性は一致するので、対偶「BでないならばAでない」を示すことにより「AならばB」を証明できる。これを対偶論法とよぶ。同様に、「BならばAである」を示すことにより「AでないならばBでない」を証明することもできる。

## 証明
対偶論法の正当性を示すためには「{\displaystyle \neg B\Rightarrow \neg A} が証明可能ならば {\displaystyle A\Rightarrow B} が証明できること」が必要である。
古典論理におけるこれの証明は、自然演繹を用いると以下のようになる。
{\displaystyle {\dfrac {\dfrac {{\dfrac {\dfrac {{\dfrac {\neg B\Rightarrow \neg A\quad [\neg B]^{1}}{\neg A}}\quad \displaystyle {{} \atop {[A]^{2}}}}{\bot }}{\neg \neg B}}(1)}{B}}{A\Rightarrow B}}(2)}
逆向きについても同様に証明できることから、元の命題と対偶命題の証明可能性が等しいことがわかる。

## 関連概念
命題「AならばB」に対し、
- 対偶：「BでないならばAでない」
- 逆：「BならばA」
- 裏：「AでないならばBでない」

がある。
対偶の場合とは異なり、元の命題「AならばB」が正しくとも逆・裏は必ずしも正しいとは限らない（逆は必ずしも真ならず）。
しかし、逆命題「BならばA」の対偶は、「AならばB」の裏「AでないならばBでない」と一致するので、逆「BならばA」と裏「AでないならばBでない」の真偽は必ず一致する。
自然言語（とくに日常語や文学・比喩表現）では、論理学における論理的関係が常にそのまま適用できるとは限らず、命題と対偶命題が異なる真理値を持つように見えることがある。

## 直観主義論理における扱い
上述の対偶の性質は古典論理におけるそれであり、非古典論理においては成立しない場合がある。例えば直観主義論理においては、必ずしも「AならばB」とその対偶「BでないならばAでない」の真偽は一致しない。
直観主義論理の特徴として、排中律の不成立（あるいは二重否定の除去の制限）があげられるが、対偶の性質はこの制限の影響を受け成立しない。なお「AならばB」から「BでないならばAでない」は、直観主義論理においても導出可能である。

## 関連文献
- 前原昭二『記号論理入門』安東祐希 補足（新装版）、日本評論社〈日評数学選書〉、2005年12月。ISBN 978-4-535-60144-4。
- 矢野健太郎『新しい数学』岩波書店〈岩波新書 青版 G-8〉、1966年2月21日。ISBN 4-00-416008-1。